# Elissa Alcántara
Elissa Alcántara (11 gennaio 2001) è una pallavolista portoricana, opposto delle Valencianas de Juncos.

## Carriera

### Club
La carriera di Elissa Alcántara inizia nei tornei scolastici della Florida con la Tampa Catholic HS. In seguito gioca a livello universitario in NCAA Division I, giocando nel biennio 2019-2020 con la Colorado e nel biennio 2022-2023 con la Cincinnati, con nel mezzo un'annata in NJCAA Division I con il Florida SouthWestern State.
Inizia la carriera da professionista a Porto Rico, disputando la Liga de Voleibol Superior Femenino 2024 con le Valencianas de Juncos e venendo premiata come miglior esordiente. Nella stagione 2024-25 approda nella Serie A1 italiana, difendendo i colori del Bergamo 1991: svincolata nel dicembre 2024, torna in forza alla formazione di Juncos per la Liga de Voleibol Superior Femenino 2025.

### Nazionale
Nel 2022 debutta in nazionale alla NORCECA Final Four, dove vince la medaglia di bronzo, mentre nell'edizione 2024 del medesimo torneo conquista l'oro.

## Palmarès

### Nazionale (competizioni minori)
- NORCECA Final Four 2022
- NORCECA Final Four 2024

### Premi individuali
- 2024 - Liga de Voleibol Superior Femenino: Miglior esordiente